# Twinbee Yahho!
Twinbee Yahho!: Fushigi no Kuni de Ōabare!! (ツインビーヤッホー! ふしぎの国で大あばれ!! Tsuin Bī Yahho!: Fushigi no Kuni de Ōabare!!?, "TwinBee Yoo-Hoo!: Uproar in Wonderland!!") är ett shoot-'em-up-spel utvecklat och utgivet av Konami 1995. Spelet debuterade ute i arkadhallarna, och är det sista i Twinbeeserien. 1995 släpptes spelet även till Playstation och Sega Saturn på samlingen Detana! TwinBee Yahho! tillsammans med föregångaren Detana!! TwinBee. Spelet släpptes även till Playstation Portable på samlingen Twinvee Portable 2007. En amerikansk version var planerad, men utkom aldrig. Den var tänkt att heta Magical Twinbee.

## Handling
Långt bort från Donburi-ön (där Twinbee och hans vänner bor) finns ön Land of Wonders, vars regent drottning Melody kastats i fängelse av ärkehertig Nonsense, som försöker erövra världen. Fen Flute, som hjälper drottningen, flyr undan statskuppen och tar sig till Donburi-ön och ber där Twinbee och Winbee om hjälp.

### Fotnoter
1. ↑  ”Copyright registration for "Magical Twinbee"”. Arkiverad från originalet den 14 april 2013. https://archive.today/20130414185346/http://www.faqs.org/copyright/mia-additional-title-missing-in-action-mikie-metamorphic/. Läst 23 maj 2014.